# Iveco

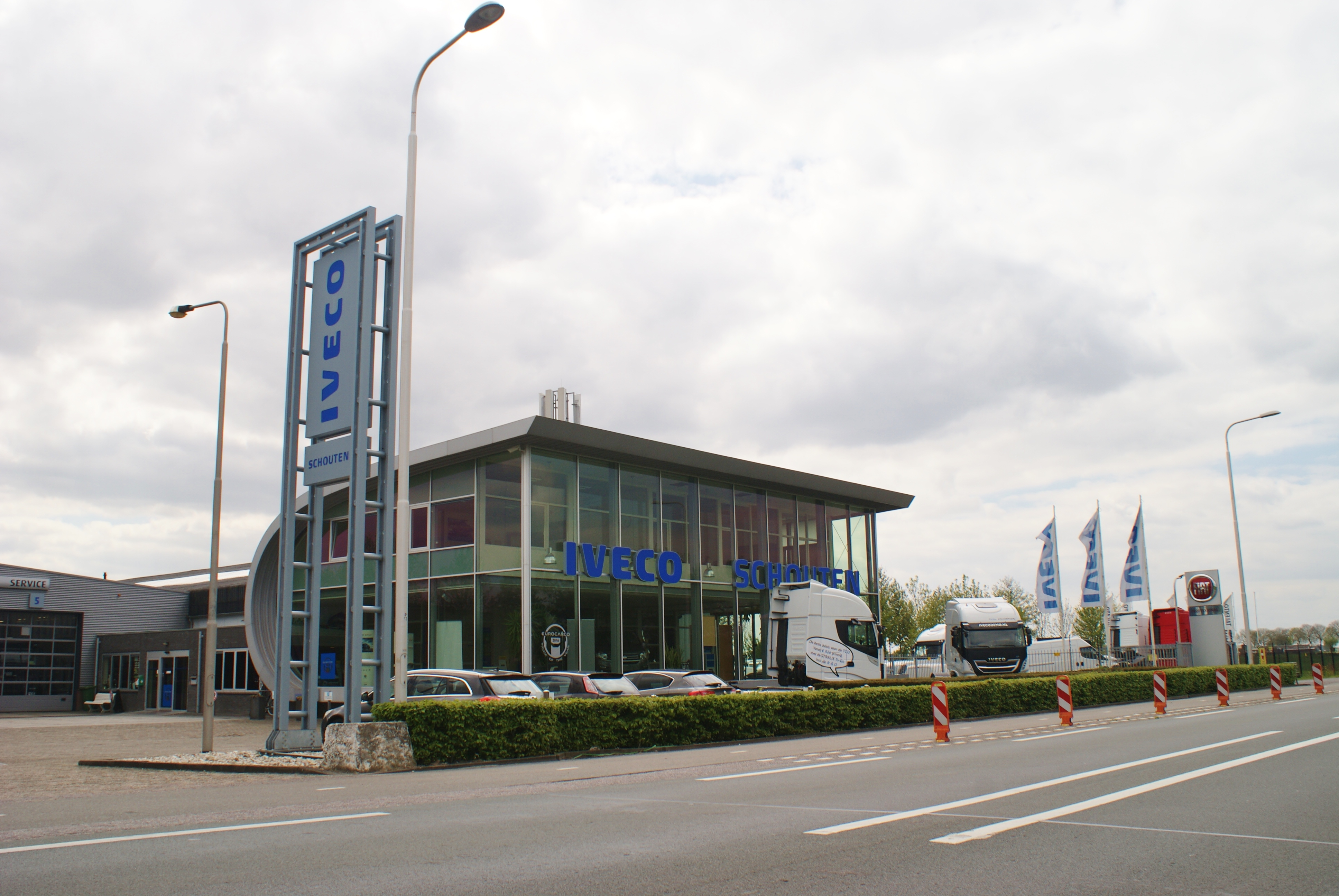
Iveco-dealer in Almkerk, Nederland.

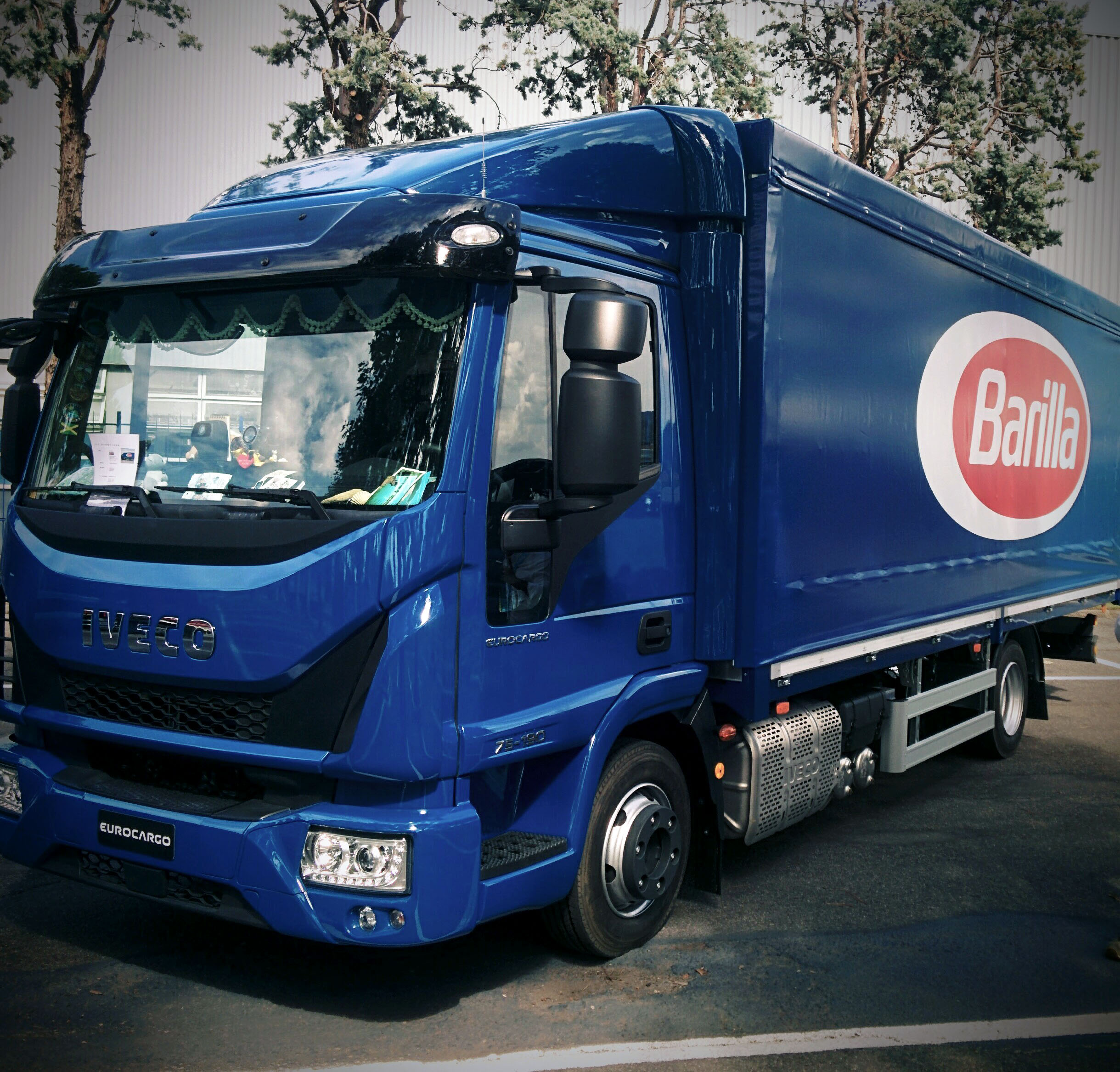
Iveco EuroCargo

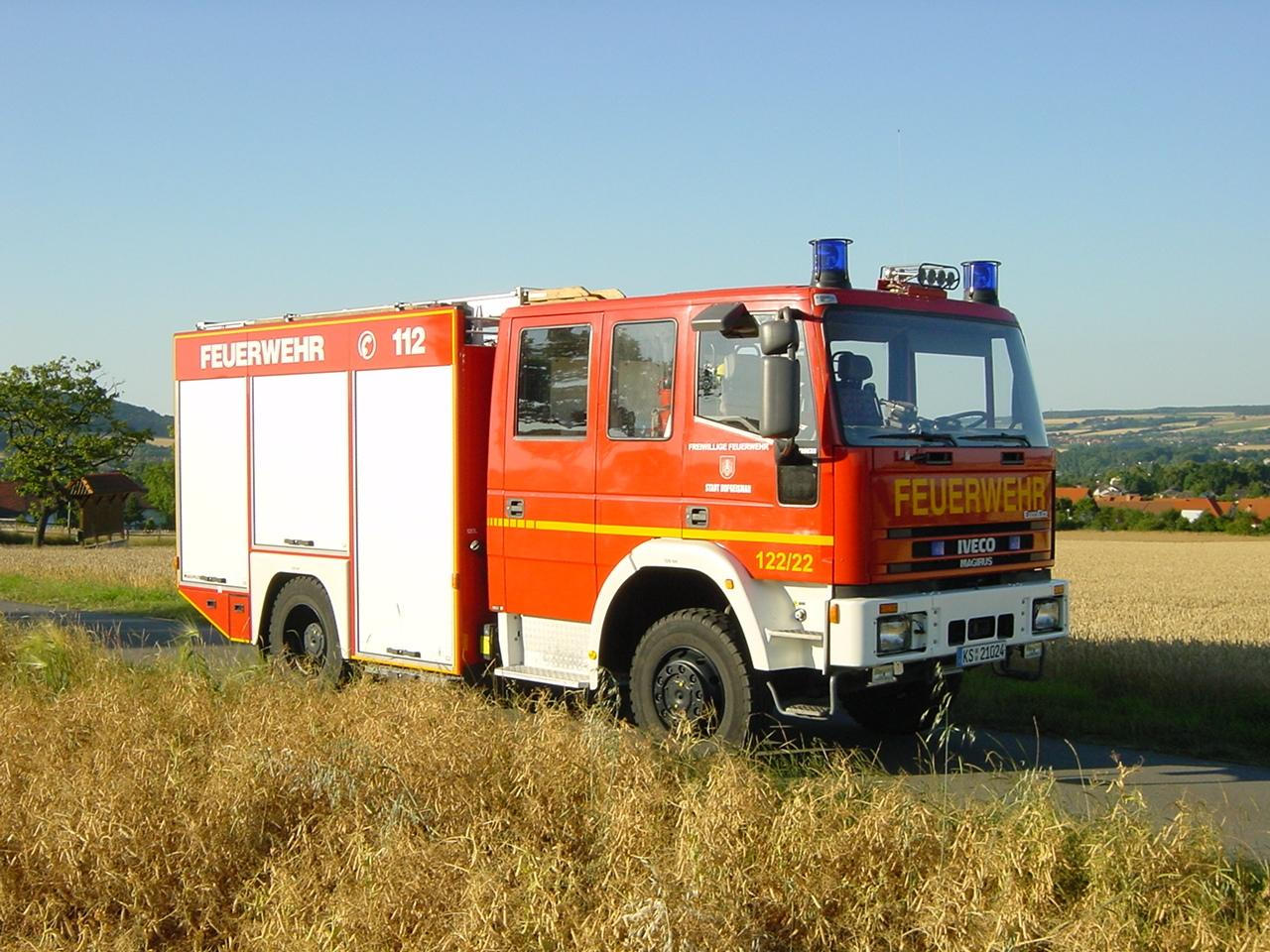
Iveco EuroFire

IVECO (van Industrial VEhicle COrporation) is een internationale producent van vrachtauto's en autobussen met het hoofdkantoor in Turijn. Het bedrijf was tot 3 januari 2022 onderdeel van CNH Industrial en is vanaf die dag als zelfstandig beursgenoteerd bedrijf verdergegaan. Op 30 juli 2025 werd bekend dat IVECO overgenomen wordt door Tata Motors. Tegelijkertijd aan deze deal wordt de defensietak van IVECO verkocht aan het Italiaanse bedrijf Leonardo S.p.A..

## Activiteiten
Ontstaan uit een fusie tussen een aantal Europese vrachtautofabrikanten, is het bedrijf, met een productie van ongeveer 200.000 voertuigen per jaar, een van de grootste fabrikanten van vrachtauto's, autobussen en dieselmotoren in Europa. Iveco Group telt zo'n 34.000 medewerkers verdeeld over 28 fabrieken en 29 onderzoekscentra. Het zwaartepunt van de activiteiten ligt in Europa. In de Volksrepubliek China heeft Iveco al sinds 1986 een joint venture met SAIC. Naveco produceert en verkoopt zo'n 30.000 bestelwagens op jaarbasis. Naveco wordt niet geconsolideerd in de cijfers van Iveco Group.
| Jaar | Omzet         | Netto- resultaat | Vrachtwagen- verkopen (×1000) | Bus- verkopen (×1000) | Overige verkopen (×1000) |
| Jaar | (× € miljoen) | (× € miljoen)    | Vrachtwagen- verkopen (×1000) | Bus- verkopen (×1000) | Overige verkopen (×1000) |
| ---- | ------------- | ---------------- | ----------------------------- | --------------------- | ------------------------ |
| 2018 | 12.005        | 183              | 131,8                         | 10,3                  | 2,8                      |
| 2019 | 11.948        | 101              | 125,2                         | 9,7                   | 3,1                      |
| 2020 | 10.411        | –372             | 105,8                         | 9,5                   | 2,9                      |
| 2021 | 12.651        | 76               | 149,1                         | 9,1                   | 2,7                      |
| 2022 | 14.357        | 159              |                               |                       |                          |
| 2023 | 16.213        | 234              |                               |                       |                          |
| 2024 | 15.289        | 352              |                               |                       |                          |

## Geschiedenis
Het bedrijf ontstond in 1975 uit een fusie tussen vijf bedrijven die in Italië, Frankrijk en Duitsland gezeteld waren, te weten: FIAT Veicoli Industriali, Officine Meccaniche, Lancia Veicoli Speciali, Unic en Magirus-Deutz.
In de eerste jaren concentreerde het bedrijf zich op het integreren van de verschillende fusiepartners. In 1978 werd de eerste bestelwagen, de Iveco Daily geïntroduceerd. De vrachtauto Turbo volgde in 1981, en de Turbostar in 1984.
In 1986 nam het bedrijf de Europese vrachtautodivisie van Ford over en in 1991 volgde het Spaanse Pegaso.
Net als andere fabrikanten had IVECO het zwaar in het begin van de jaren '90, toen bleek dat het niet snel genoeg inspeelde op veranderingen in de markt. Daarom brak IVECO het bedrijf op in gespecialiseerde segmenten die specifieke producttypen ontwikkelden, zoals brandweervoertuigen (EuroFire), kiepauto's en trekkers.
In 1992 kocht het Ital (International Trucks Australië Limited) op, dat een belangrijke rol speelt in het Pacifische gebied. In deze jaren won IVECO ook tweemaal achtereen de verkiezing truck van het jaar. In 1997 zette het een tak op in Brazilië, IVECO Mercosul, die de activiteiten verzorgde voor IVECO in Zuid-Amerika. In hetzelfde jaar zette het Transolver op, een financiële dienstverlener.
In 1992 werd de EuroCargo geïntroduceerd, die marktleider werd in onder meer Italië en Groot-Brittannië. De IVECO Daily werd in 2000 bestelauto van het jaar. De Iveco Stralis werd truck van het jaar 2003.
IVECO ging deel uitmaken van CNH Industrial dat in november 2012 werd opgericht. Het duurde tot september 2013 voor de fusie van Fiat Industrial SpA en CNH Global NV werd afgerond. Andere onderdelen van CNH Industrial zijn Case IH en New Holland. Deze maken allebei machines voor de agrarische sector en de bouw. In 2013 behaalde CNH een omzet van € 26 miljard, waarvan een derde afkomstig van IVECO. CNH Industrial telde ruim 75.000 personeelsleden.
Per jaarultimo 2013 had IVECO zeventien fabrieken in tien landen en ruim 27.000 werknemers. Het heeft verder nog twaalf fabrieken met lokale partners. Deze joint ventures staan vooral in Rusland en China. Het is daarmee een van de belangrijkste fabrikanten van bedrijfsvoertuigen, brandweerauto's en bussen. Het had in 2013 bijna 3000 verkooppunten in zo'n 160 landen.
In juli 2016 kreeg IVECO samen met vier andere Europese vrachtwagenbouwers een boete van € 2,9 miljard. Het aandeel van Iveco was €495 miljoen. De Europese Commissie oordeelde dat de fabrikanten verboden prijsafspraken hebben gemaakt. Het onderzoek naar de vijf begon in januari 2011 en samen produceerden zij 90% van alle middelgrote en zware vrachtwagens in Europa.
In september 2019 maakte het moederbedrijf CHN Industrial bekend de activiteiten te gaan opsplitsen. De vrachtwagen-, bus- en aandrijflijnbedrijfsonderdelen gaan separaat verder als Iveco Group. Hieronder vallen de merken Iveco, Iveco Bus, Heuliez Bus, Magirus en FPT Industrial. Zou deze tweedeling in 2018 al hebben bestaan dan had Iveco Group een jaaromzet van € 13,1 miljard behaald. Op 3 januari 2022 werd de splitsing van de twee bedrijven afgerond. De twee bedrijven gaan zelfstandig verder als CNH Industrial N.V. en Iveco Group N.V.. Iveco Group kreeg een eigen beursnotering aan de Borsa Italiana.
In 2019 ging het samenwerken met Nikola Corporation. Er werd een joint venture opgericht. In mei 2023 besloten de twee de activiteiten te splitsen, Iveco gaat zich volledig richten op de Europese markt en Nikola op de Amerikaanse. Als een gevolg werd Iveco in juni 2023 de enige eigenaar van de joint venture in Ulm.
In maart 2022 tekende het een samenwerkingsovereenkomst met de Koreaanse fabrikant Hyundai Motor Corporation. Ze gaan onder andere samenwerken op het gebied van nieuwe technologische ontwikkelingen, zoals elektrische aandrijflijnen en platforms, brandstofcelsystemen en voertuigautomatisering. In juli 2022 besloot Iveco een op waterstof aangedreven brandstofcel elektrische bus op de markt te brengen met gebruik van Hyundai technologie. In het najaar 2023 werd op Busworld Europe 2023 de IVECO BUS E-WAY H2 onthuld. De bus kan 7,8 kg waterstof meenemen en heeft één 69 kWh-accupakket, dit geeft de bus een rijbereik van 450 kilometer.
In maart 2024 sloot het bedrijf een overeenkomst met Mutares, deze laatste gaat Magirus overnemen. In Magirus zijn alle activiteiten op het gebied van brandweerwagens ondergebracht. Bij Magirus werken zo'n 1300 mensen, het omzetaandeel is slechts 2% in de totale omzet van Iveco en het is niet winstgevend. Op 2 januari 2025 werd de transactie afgerond.
Eind juli 2025 werd bekend dat Iveco, met uitzondering van de defensie-activiteiten, wordt overgenomen door Tata Motors. De koop zal plaatsvinden via TML CV Holdings PTE LTD, een 100% dochteronderneming van Tata Motors. De raad van bestuur van Iveco staat achter het bod van € 14,10 per aandeel. De twee bedrijven vullen elkaar aan, ze zijn actief in andere geografische markten en de fabrieken staan in twee separate regio’s. De combinatie zal jaarlijks ongeveer 540.000 voertuigen verkopen. De totale omzet zal circa € 22 miljard gaan bedragen, waarvan de helft in Europa, een derde in India en een zesde in Noord- en Zuid-Amerika. Leonardo gaat Iveco Defence Vehicles overnemen voor € 1,7 miljard. Deze transactie zal naar verwachting in het eerste kwartaal van 2026 worden afgerond, onder voorbehoud van goedkeuring door de toezichthouders.

## Producten

### Vrachtwagens

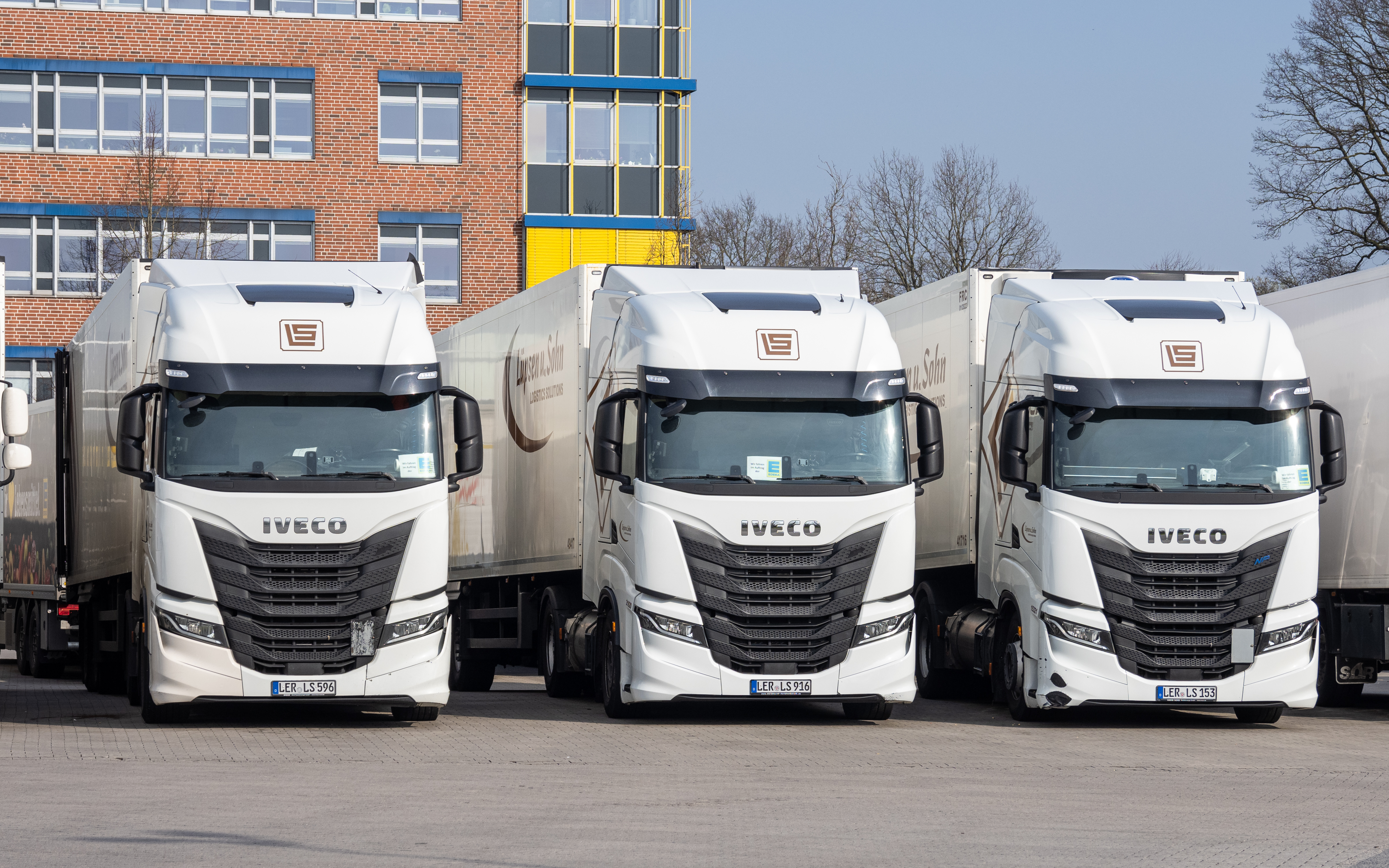
IVECO S-Way NP (LNG)

IVECO is sinds de jaren 80 bezig geweest met de ontwikkeling van vrachtwagens, van licht tot zwaar. Er worden zo'n 35.000 vrachtwagens in het middelzware en zware segment verkocht, en het overgrote deel betreft bestel- en lichte vrachtwagens. In Europa heeft Iveco een marktaandeel van bijna 10% in het segment vrachtwagens met een bruto totaal gewicht van 3,5 ton en meer.

Mede door deze ontwikkelingen heeft IVECO voortdurend vooruitgang geboekt. Dit kwam uiteindelijk tot uiting toen IVECO in 2003, met de IVECO Stralis, de prijs ‘Truck van het jaar’ won. Het laatste succes dat IVECO boekte op het gebied van vrachtwagens was de Iveco Strator; in 2012 won de Nederlander Gerard de Rooy de Dakar-rally 2012 met deze vrachtwagen.

### Bussen

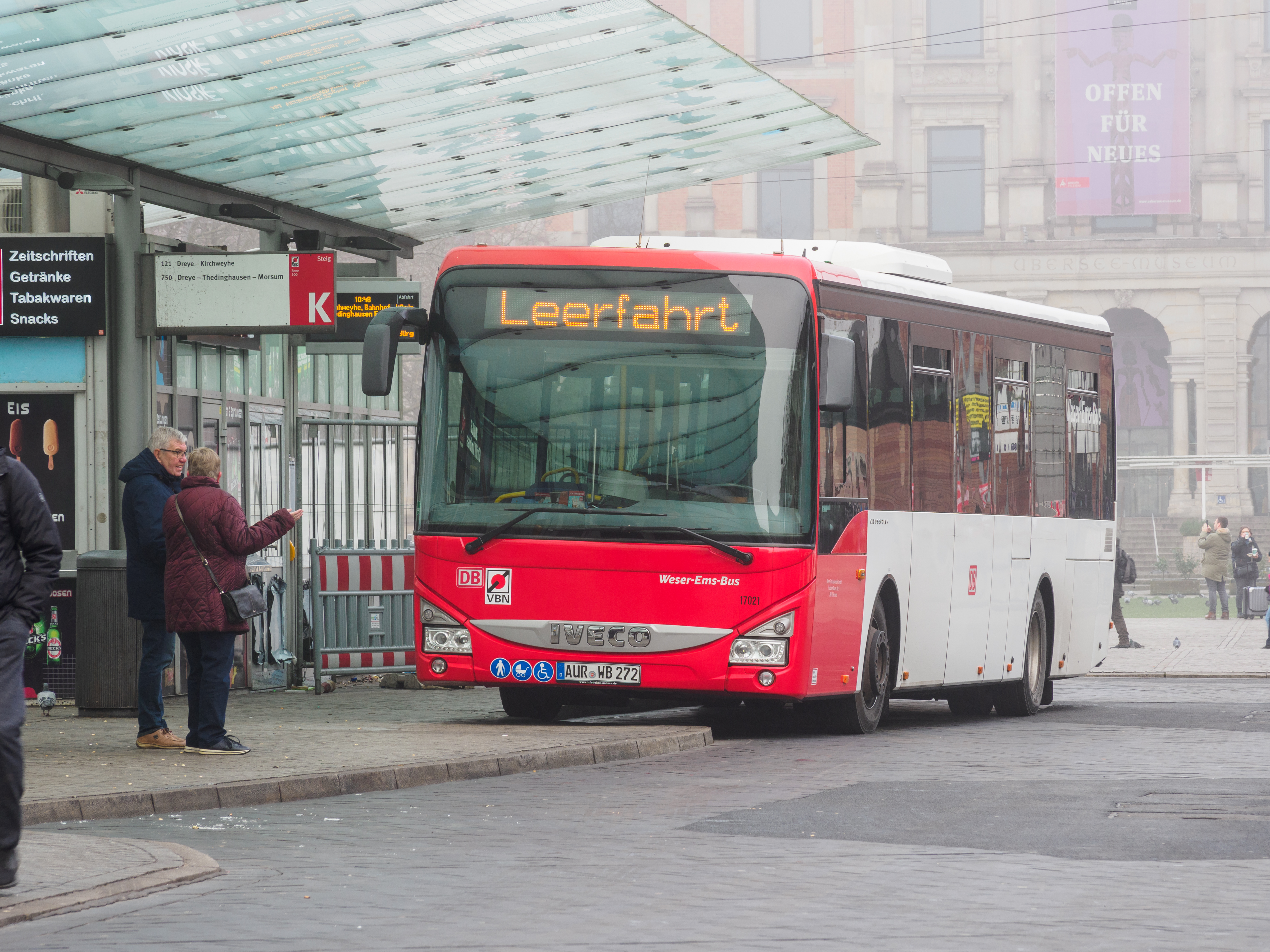
IVECO Crossway

Iveco Bus produceert zo'n 10.000 autobussen op jaarbasis.

In 1995 werd de EuroClass tot bus van het jaar gekozen. In 1999 besloten Renault VI en IVECO de krachten te bundelen op het gebied van bussen en fuseerden de bedrijven. Hierbij werden bedrijven als Heuliez, Karosa samengevoegd tot Irisbus, een belangrijke speler op de Europese busmarkt. Door overname van het Hongaarse Ikarus werd dit bedrijf nog verder versterkt.

### Speciale en legervoertuigen
Iveco verkoopt vooral brandweerwagens en Magirus is hiervoor de specialist binnen de groep. Verder maakt het voertuigen voor het leger en andere veiligheidsdiensten. De productie van deze voertuigen ligt rond de 3000 eenheden op jaarbasis. In 2023 werd de brandweertak Magirus verzelfstandigd en in januari 2025 door Mutares overgenomen. Hierdoor zal de merknaam Magirus weer verschijnen.
Op 15 augustus 2019 bestelde het Nederlandse ministerie van Defensie 1275 voertuigen van het type Iveco Medium Tactical Vehicle. De voertuigen worden in vijf versies geleverd, twee gevechtsvarianten (hard- en softtop), een logistieke variant (pick-up), een variant voor gewondentransport en als laatste voor de militaire politie. Ze gaan de voertuigen van de Mercedes-Benz G-klasse vervangen.
In 2022 werd de defensietak omgenoemd in Iveco Defense Vehicles. Diens voertuigen zullen voorzien worden van de merknaam IDV. 

### Aandrijving
Dit bedrijfsonderdeel met de naam FPT maakt motoren, versnellingsbakken en assen voor diverse voertuigen. De productie wordt deels verwerkt in Iveco voertuigen, maar worden ook door andere fabrikanten gebruikt. Dit bedrijfsonderdeel heeft een aandeel van ongeveer 20% in de totale omzet van de Group.

### Huidige en voormalige merken
- IVECO, met de navolgende types:
  - Daily/TurboDaily
  - Turbostar
  - EuroStar
  - EuroTech
  - Eurocargo
  - Stralis
  - Trakker

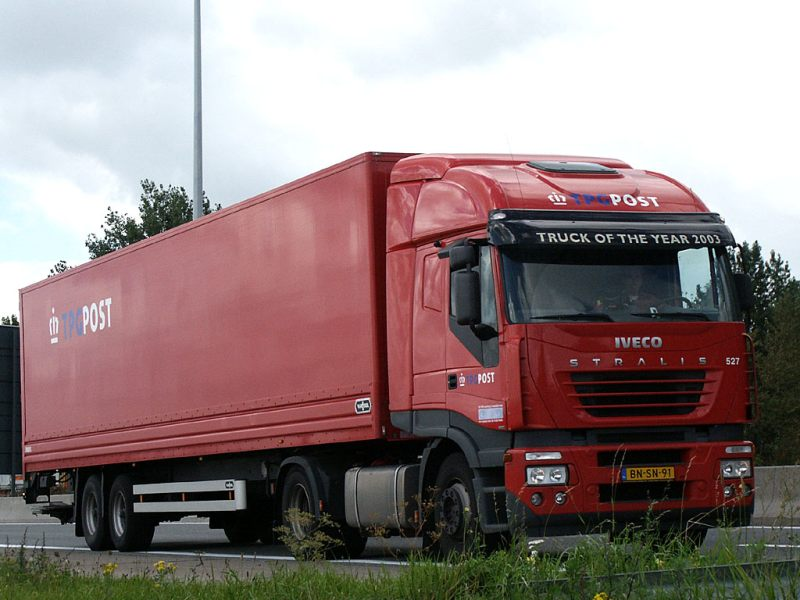
TPG Post Iveco Stralis AS 400 Euro III truck van het jaar 2003

  - Strator AN (torpedo, bouwer van deze trucks is eigen merk begonnen, Strator trucks)
  - S-Way

Bedrijven en merken:
- IVECO Motors (industriële motoren)
- IVECO Magirus (brandweer)
  - Lohr Magirus
  - IVECO Mezzi Speciali
  - Camiva
- Astra (kiepauto's), overgenomen in 1986
  - Sivi, merk van Astra, kwam in IVECO's handen na de overname van Astra.
- Seddon Atkinson (speciale voertuigen)
- Santana, overgenomen in 2007
- Iveco Bus, het voormalige Irisbus, bestaat sinds 1999 als samenvoeging van de busafdelingen van IVECO en Renault V.I. en Heuliez Bus, Karosa en Ikarus.
- International, IVECO nam het Australische vrachtwagengedeelte over van International in 1993.
- Pegaso, overgenomen in 1990
- Ford Trucks Europa, IVECO nam het Europese vrachtwagengedeelte van Ford over in 1986.
- Lancia Veicoli Speciali, overgenomen in 1975
- OM, overgenomen in 1975
- Saurer, overgenomen in 1975
- Unic, overgenomen in 1975

- International Standard Name Identifier: 0000 0004 1758 0750